# Ravascletto
Ravascletto (friülà Ravasclêt o Monai) és un municipi italià, dins de la província d'Udine. És situat dins la Valcalda, a la Cjargne. L'any 2007 tenia 585 habitants. Limita amb els municipis de Cercivento, Comeglians, Ovaro, Paluzza i Sutrio.

## Administració
| Període   | Identitat        | Partit        |
| --------- | ---------------- | ------------- |
| 2004-2009 | Ermes De Crignis | Llista cívica |
| 2009-     | Flavio De Stalis | Llista cívica |